# ルドラヴァルマン1世
ルドラヴァルマン1世（サンスクリット語: रुद्रवर्मन् १, ラテン文字転写: Rudravarman I, 生年不詳 - 565年?）は、チャンパ王国（林邑国）第4王朝の初代国王（在位：529年 - 565年）。『梁書』では高式律陁羅跋摩（ベトナム語: Cao Thức Luật Đà La Bật Ma）、『南史』では高戍律陀羅跋摩（ベトナム語: Cao Thú Luật Đà La Bật Ma）と記される。

## 生涯
マノラタヴァルマンの外孫。バラモンの子であったが、ヴィジャヤヴァルマンの死後に即位した。
530年7月26日、南朝梁に遣使して武帝より持節・都督縁海諸軍事・綏南将軍に任じられ、林邑王に封じられた。534年8月18日と542年にもまた梁に遣使した。543年4月に李賁の支配する徳州に侵攻したが、その部将の范修に九徳郡で撃退された。
その治世にバドラヴァルマン1世が建てたシュリーシャーナヴァドレーシュヴァラのヴァドレーシュヴァラ廟が焼失している。ルドラヴァルマン1世の死後、王位は子のシャンブヴァルマンが継承した。

## 参考資料
- George Cœdès (May 1, 1968). The Indianized States of South-East Asia. University of Hawaii Press. ISBN 978-0824803681
- Sailendra Nath Sen (1999). Ancient Indian History and Civilization. New Age Internationalisbn=978-8122411980
- Geetesh Sharma (2010). Traces of Indian Culture in Vietnam. Rajkamal Prakashan. ISBN 978-8190540148
- 『梁書』巻三 本紀第三 武帝下
- 『梁書』巻五十四 列伝第四十八 林邑国
- 『南史』巻七 梁本紀中第七 武帝下
- 『南史』巻七十八 列伝第六十八 林邑国
- 『大越史記全書』外紀巻之四 前李紀 前李南帝
- 『冊府元亀』巻九百六十三 封冊第一
- 『冊府元亀』巻九百六十八 朝貢第一